# 橫田真悠
橫田真悠（日语：／ Yokota Mayū */?，1999年6月30日—）是日本模特兒、女演員，東京都出身，所屬經紀公司為ASIA CROSS。身高168公分，血型O型。

## 經歷
2014年，參加了女性潮流雜誌《Seventeen》舉辦的「Miss Seventeen2014」模特兒甄選會，從6147名報名者中脫穎而出，與樫本琳花、川津明日香一同獲得大獎，10月成為《Seventeen》的專屬模特兒。
2019年1月6日，首次出演電視劇《3年A班－從此刻起，大家都是我的人質－》。
2020年5月14日，開設個人YouTube頻道。於10月1日「seventeen」雜誌11月號發表從專屬模特兒畢業的消息，同月成為女性雜誌《non-no》的專屬模特兒（2020年12月號）。
2020年9月8日，首次主演電視劇《騷亂時節的少女們。》，飾演女主角之一的曾根崎里香。
2021年9月16日，主演電視劇《反正你也逃不掉》，飾演女主角野田藏菜穗。

## 人物
- 興趣是看足球比賽。特殊才藝是街舞。[6]
- 喜歡的音樂是K-POP，特別是Red Velvet、TWICE、Lovelyz的歌曲。[7]
- 憧憬的藝人是「Seventeen」的前輩古畑星夏[7]

## 演出作品

### 電視劇
- 《3年A班-從現在起，大家都是人質-》（2019年1月6日－3月10日，日本電視台）：飾 花岡沙良[3]
- 《設計師 澀井直人的休假（日语：デザイナー 渋井直人の休日）》最終話（2019年4月5日，東京電視台）：飾 [8]
- 《CHEAT 詐欺師們請注意》（2019年10月4日－12月5日，讀賣電視台・日本電視系）：飾 YUNA（ユナ）[9]
- 《請別病房裡誦經（日语：病室で念仏を唱えないでください）》（2020年1月17日－3月20日，TBS）：飾 飯塚茜[10]
- 《homeroom（日语：ホームルーム (漫画)）》（2020年1月23日－3月26日，MBS）：飾 [11]
- 《騷亂時節的少女們。》（2020年9月8日－10月27日，MBS・TBS系）：飾 曾根崎里香，主演[12]
- 《女子美食漢堡部（日语：女子グルメバーガー部）》第11話、最終話（2020年9月19日、26日，東京電視台）：飾 木場柊瑠[13]
- 《反正你也逃不掉》（2021年9月16日－11月11日，MBS）：飾 野田藏菜穗，主演
- 《明天，我會成為誰的女友》（2022年4月12日－6月28日，MBS）：飾 麗奈
- 《朋友遊戲R4》（2022年7月23日－9月10日，朝日電視台）：飾 心木遊
- 《黃昏下牽起手》第1話、第2話（2023年1月17日、24日，TBS）：飾 七海
- 《刑警與檢察官，有時是法官。》最終話（2023年6月8日，朝日電視台）：飾
- 《火星-零的革命-》（2024年1月23日－3月19日，朝日電視台）：飾 櫻庭杏花
- 《西園寺小姐不做家事》（2024年7月9日－9月17日，TBS）：飾 武田英美里
- 《Ensemble》（2025年1月18日－3月22日，日本電視台）：飾 和泉可奈子

### 電影
- 《NUNUKO的聖★戰 ～HARAJUKU STORY～》（2018年11月9日）：飾 [14]
- 《舞吧三田（踊ってミタ）》（2020年）：飾 峯田（ミネタ）[15]
- 《尋找身體》（2022年）：飾 鳴戶理惠
- 《鯨之骨》（2023年）：飾 凛
- 《餘生一年的我，與可活半年的你相遇》（2024年）：飾 三浦綾香
- 《不能說的·秘密》（2024年）：飾 淺野光（浅野ひかり）[16]

### 網路劇
- 《如果被關注那就完了（日语：フォローされたら終わり）》（2019年10月27日－12月15日，AbemaTV）－等等力千春（等々力ちはる）[17]

### 電視節目
- 《鬧鐘電視》（2015年，富士電視台）－心動女孩[7]
- 《Sweet Answer》（2016年－，NHK教育頻道）－Sweet Girls[7]
- 《職人的作風（日语：プロフェッショナル_仕事の流儀）》「370集」（2018年10月1日，NHK）[18]
- 《LOVE it!（日语：ラヴィット!）》（TBS電視台）
  - 週四LOVE it! Family成員（2021年4月1日 - 7月29日）[19][20]
  - 週四常規演出（2021年10月21日 - ）[21]

### MV
- Have a Nice Day!（日语：Have a Nice Day!）「わたしを離さないで」（2018年）[22]
- 臉紅的思春期「致我的青春期（私の思春期へ）」（2019年8月7日）[23]
- SHE'S（日语：SHE'S）
  - 「Masquerade」（2019年）
  - 「Letter」（2019年）
  - 「Your Song」（2019年）
- 神山羊「色香水」 （2021年）

### 時裝秀
- Seventeen夏季學園祭
  - Seventeen夏季學園祭2014（2014年8月21日）[2]
  - Seventeen夏季學園祭2015（2015年8月25日）[24]
  - Seventeen夏季學園祭2016（2016年8月23日）[25]
  - Seventeen夏季學園祭2017（2017年8月24日）[26]
  - Seventeen夏季學園祭2018（2018年8月23日）[27]
  - Seventeen夏季學園祭2019（2019年8月22日）[28]
- Girls Award
  - 2015 秋冬展（2015年）[1]
  - Summer Festival（2016年）
  - 2016 秋冬展（2016年）
  - 2016 春夏展（2016年）
  - 2018 春夏展（2018年）
  - 2019 春夏展（2019年）
- 東京女孩展演 （TGC）
  - 2017 春夏展（2017年）
  - 2018 春夏展（2018年）
  - 2019 春夏展（2019年3月30日，橫濱體育館）[29]
- 超十代（日语：超十代）（2016年、2017年、2018年）
- 灰姑娘節日 （シンデレラフェス）（2017年、2018年）

## 書籍

### 雜誌
- non-no（2020年12月號－，集英社）－專屬模特兒
- seventeen（2014年10月－2020年11月號，集英社）－專屬模特兒[2]
- 裝苑（2014年，文化出版局）
- CM NOW（日语：CM NOW）（2014年，玄光社）

## 外部連結
- 橫田真悠的Instagram帳戶 （日語）
- 橫田真悠的X（前Twitter） （日語）
- YouTube上的横田真悠/Mayuu Yokota頻道 （日語）